# Pabellón Cultural Coyotl
El Pabellón Cultural Coyotl es un espacio arquitectónico dedicado a la promoción de las artes, la cultura y la identidad local. Se encuentra ubicado en la ciudad de Cosoleacaque, Veracruz, sobre la calle Prolongación Jesús Reyes Heroles, a un costado del COBAEV No. 08.
Este edificio fue construido durante la administración municipal 2018–2021, presidida por el Lic. Cirilo Vázquez Parissi, con el objetivo de ofrecer un lugar digno para la realización de actividades artísticas, educativas y comunitarias. Su diseño mezcla elementos contemporáneos con materiales tradicionales, como el ladrillo rojo, que evocan la arquitectura vernácula de la región. Destacan sus columnas helicoidales y las esculturas con motivos prehispánicos, que rinden homenaje a las raíces indígenas del sur de Veracruz.
La obra comenzó el 20 de mayo de 2018 y concluyó el 12 de junio de 2020, con un tiempo total de construcción de 2 años y 23 días.
El Pabellón Cultural Coyotl está dedicado con orgullo a todas las artesanas de Cosoleacaque, como un reconocimiento a su creatividad, esfuerzo y aportación invaluable al patrimonio cultural del municipio.

## Fotografías

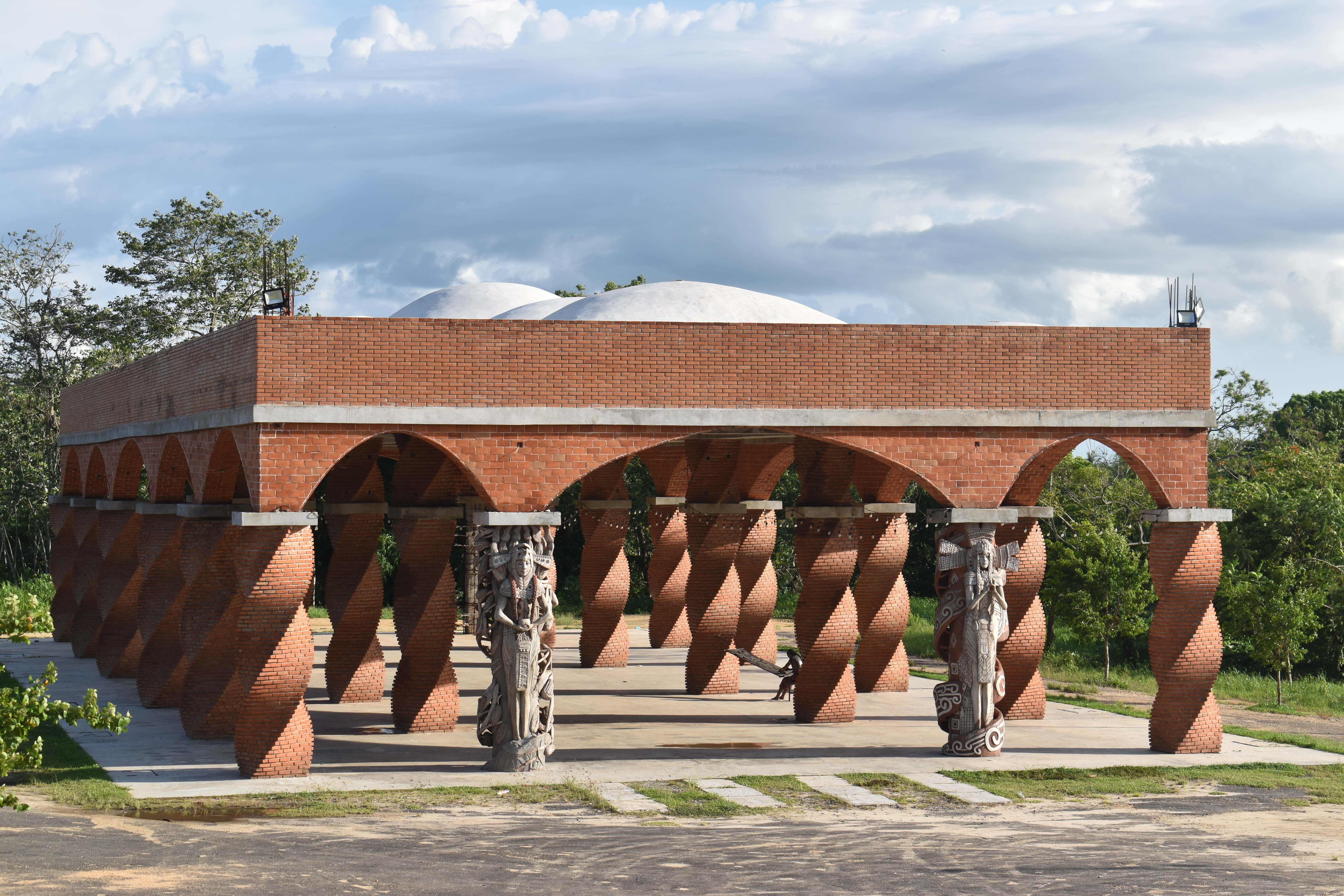
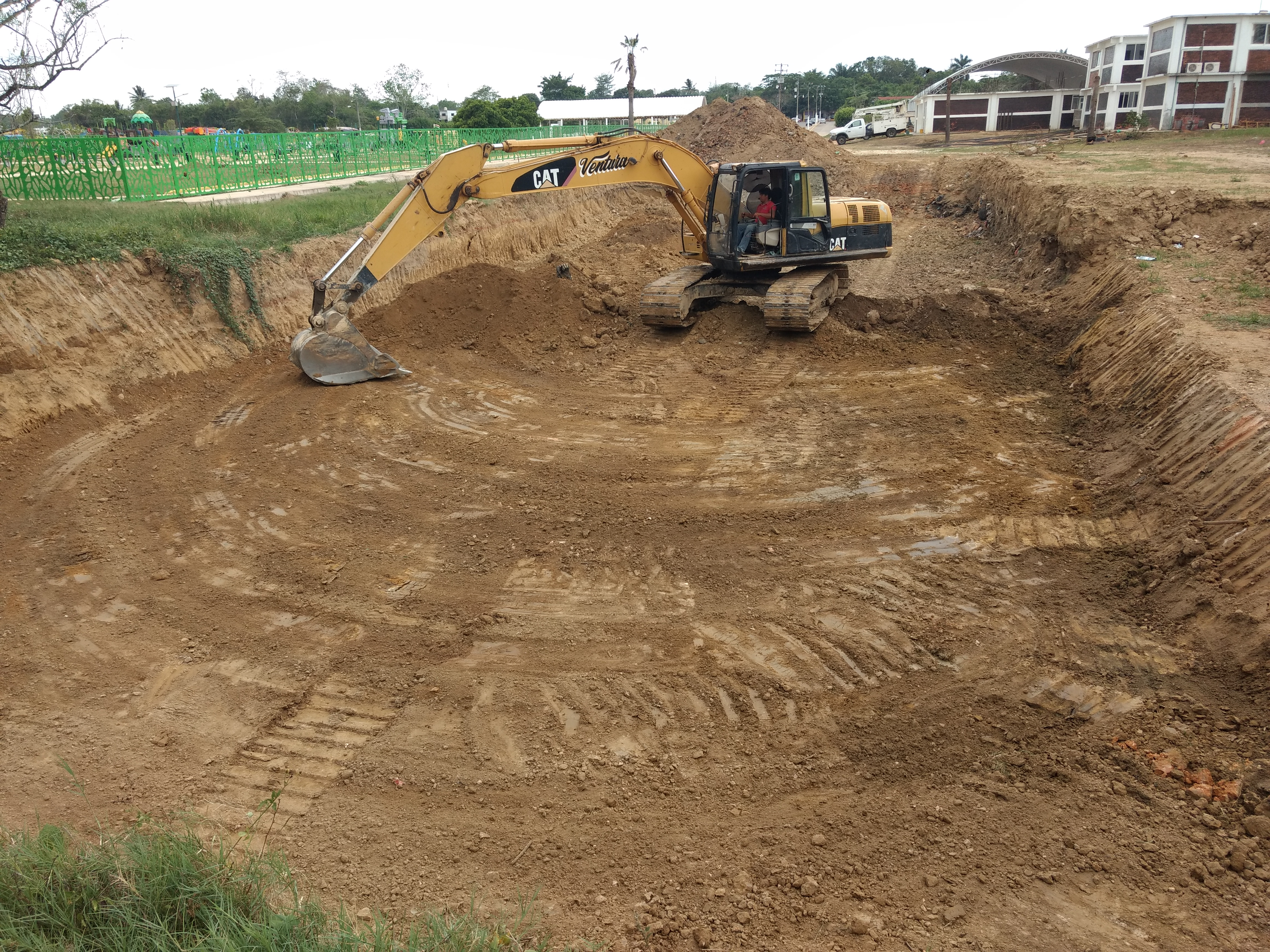
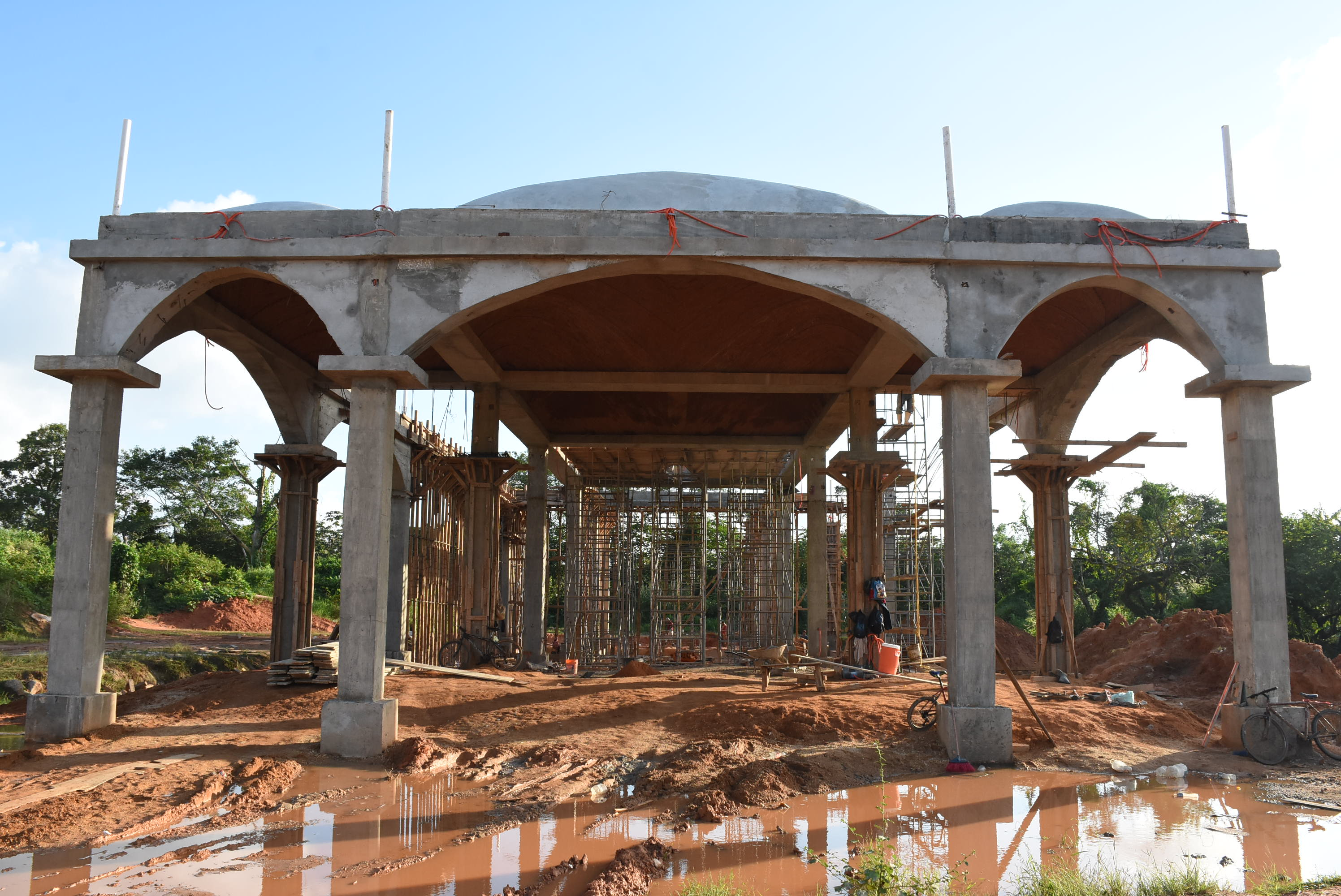
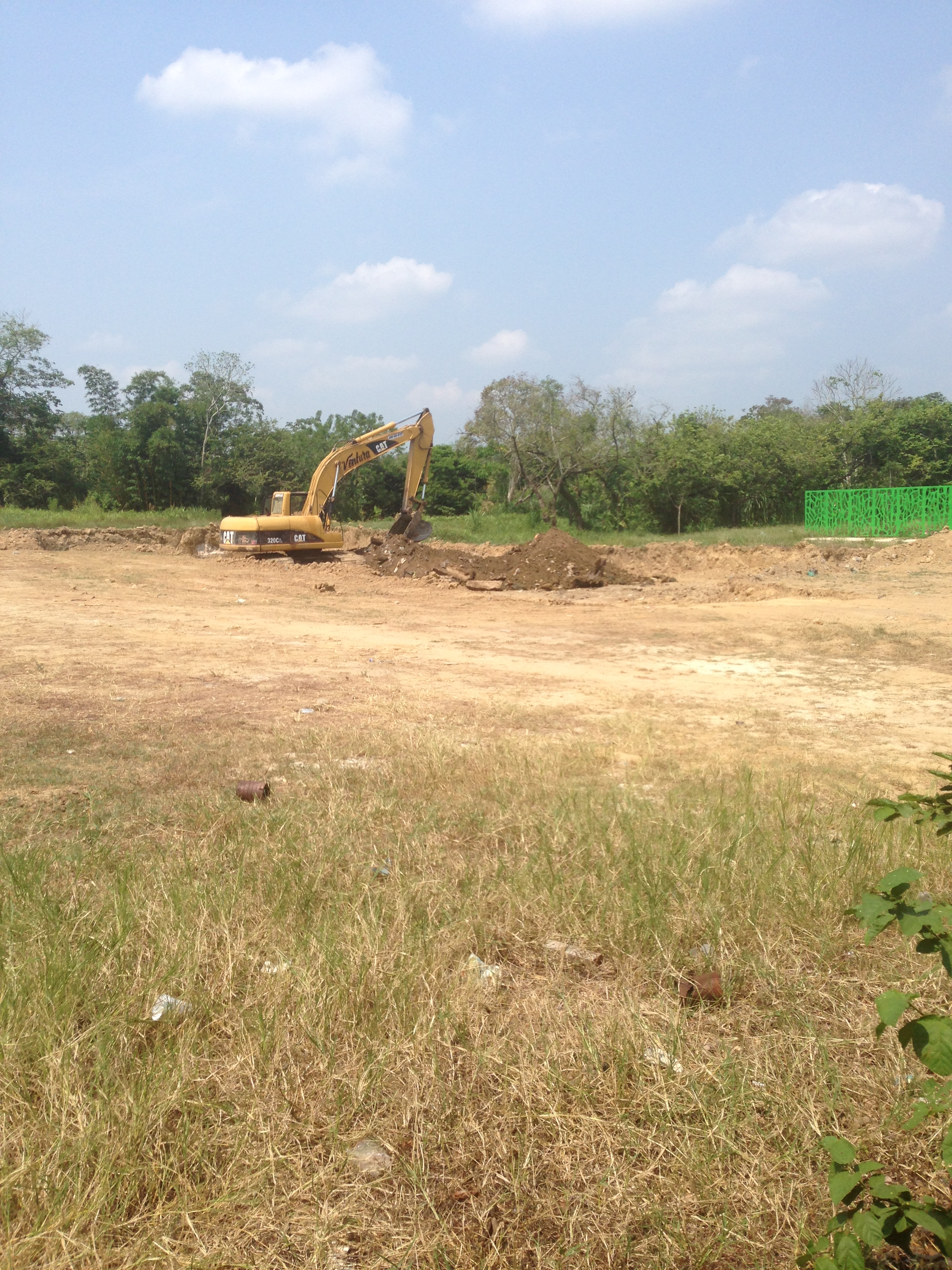